# 大野祐志郎
大野 祐志郎（おおの ゆうじろう、1986年3月21日 - ）は、日本の男性キックボクサー。兵庫県姫路市出身。ALL-WIN team 華王州所属。

## 略歴
1986年3月21日生まれ。小学校で糸東流空手をはじめ、極真空手、キックボクシング、総合格闘技などを経験。郵便局員をしていた時に、キックボクサーの安保瑠輝也が街の喧嘩自慢とスパーリングをするというYouTubeチャンネルでの企画に参加したことで、格闘技への思いが高まり、安保にK-1デビューできないか相談し、2021年2月、34歳にしてKrushデビューを果たした。リングネームを前述の動画に登場した際のあだ名「裸足のユウジロウ」としたかったがそれは叶わなかった。戦う郵便局員として史上初のTシャツ化された選手でもある。

## 成績
- 35戦 22勝（10KO）13敗0分

| キックボクシング 戦績 | キックボクシング 戦績 | キックボクシング 戦績 | キックボクシング 戦績 | キックボクシング 戦績 | キックボクシング 戦績 | キックボクシング 戦績 |
| 35試合                | （T）KO               | 判定                  | その他                | 引き分け              | 無効試合              |                       |
| --------------------- | --------------------- | --------------------- | --------------------- | --------------------- | --------------------- | --------------------- |
| 22勝                  | 10                    | 12                    | 0                     | 0                     | 0                     |                       |
| 13敗                  | 2                     | 11                    | 0                     | 0                     | 0                     |                       |

|      | 試合概要 |               |                                                                                   |               |
| 勝敗 | 対戦相手 | 試合結果      | 大会名                                                                            | 開催年月日    |
| x    | 塚本拓真 | 判定0-3       | Krush145                                                                          | 2023年1月21日 |
| ×    | 不可思   | KO 3R 2分47秒 | K-1 WORLD GP 2022 JAPAN ～よこはまつり～                                          | 2022年9月11日 |
| ○    | 蓮實光   | 判定 0-3      | Krush.137                                                                         | 2022年5月21日 |
| ×    | 大和哲也 | KO 3R 0分28秒 | K-1 WORLD GP 2021 JAPAN ～スーパー・ウェルター級&フェザー級ダブルタイトルマッチ～ | 2021年12月4日 |
| ◎    | 斉藤雄太 | KO 3R 1分28秒 | Krush.128                                                                         | 2021年8月21日 |
| ◎    | 近藤拳成 | KO 1R 1分42秒 | Krush.122                                                                         | 2021年2月27日 |